# Скирс, Николас
Николас Скирс (англ. Nicholas Skeres; март 1563 — примерно 1601) — английский авантюрист, осведомитель секретных служб. Сыграл важную роль в раскрытии католического заговора Бабингтона в 1586 году. Известен в первую очередь как один из трех «джентльменов», которые были с поэтом и драматургом Кристофером Марло на момент его гибели в Дептфорде в мае 1593 года.

## Биография
Николас Скирс был вторым сыном лондонского купца того же имени и родился в марте 1563 года. Спустя всего три года он потерял отца, от которого получил треть семейного состояния (включая земли в Йоркшире). Николас-младший не ходил в школу, но позже, по-видимому, стал студентом юридического факультета в Фернивалз Инн. Его дружба с несколькими известными писателями может считаться аргументом в пользу наличия у него образования.
Самый известный эпизод в биографии Скирса связан с гибелью драматурга Кристофера Марло 30 мая 1593 года. Марло был приглашён Инграмом Фризером на пирушку в Дептфорде, в доме Элеоноры Булл (в таверне или частном пансионе), вместе со Скирсом и Робертом Пули. Согласно отчету коронера, эти четверо сидели в отдельной комнате, между Фризером и Марло произошла ссора из-за вопроса об оплате. Марло набросился на Фризера с кинжалом, а тот, пытаясь защищаться, тем же кинжалом убил драматурга. 1 июня присяжные, проводившие дознание, признали действия Фризера самообороной.
Многие учёные считают, что отчёт коронера вполне соответствует определённым особенностям характера Марло (его вспыльчивости и готовности к насилию). Однако есть мнение, что эти особенности — преувеличение или даже чистый вымысел. Исследователи обращают внимание на то, что все четверо мужчин, участвовавших в драке или присутствовавших при ней, были связаны с английскими тайными службами. Марло мог быть убит намеренно как человек, скомпрометированный подозрениями в ереси и атеизме или знавший слишком много о заговорщических планах графа Эссекса.
Марловианская теория предполагает, что Скирс принимал участие в инсценировке убийства Марло, чтобы позволить ему избежать суда и почти неминуемой казни за атеизм. Согласно этой версии, в дальнейшем Марло скрывался до самой смерти и писал пьесы, которые выдавались за произведения Уильяма Шекспира.